# Атлант (хоккейный клуб)
«Атла́нт» Московская область (до 2 апреля 2008 — «Химик») — команда по хоккею с шайбой из Мытищ. Возникла в 2005 году в результате переезда в Мытищи из Воскресенска клуба «Химик», при этом на старом месте возник новый клуб «Химик», ставший правопреемником старого. Клуб выступал в Континентальной хоккейной лиге. Домашний стадион — «Арена Мытищи». В 2015 году клуб был расформирован. В Молодёжной хоккейной лиге выступает клуб «Атланты», работает спортивная школа олимпийского резерва.

## История

Наплечная эмблема клуба 2010—2013

15 июля 2005 было официально озвучено о решении перебазирования областной команды «Химик» (Московская область) из Воскресенска в Мытищи. Клуб в это время патронировал губернатор Московской области.
Сезон 2005/06 «Химик» планировал начать на новой «Арене Мытищи». Однако из-за её неполной готовности вынужден был начало чемпионата провести в Воскресенске. В сентябре и октябре 2005 года команда проводила домашние матчи, а также тренировалась, арендуя лед в ледовом дворце спорта «Подмосковье» в Воскресенске. В начале ноября 2005 года ХК «Химик» (Московская область) окончательно переехал из Воскресенска в Мытищи.
2 апреля 2008 клуб был переименован в ХК «Атлант» Московская область.
В сезоне 2010—2011 впервые в своей истории вышел в финал Кубка Гагарина, обыграв 2 апреля 2011 года в шестой игре финала ярославский «Локомотив» со счётом 8:2.
16 апреля 2011 года стали серебряными призёрами КХЛ, уступив в финале уфимскому «Салавату Юлаеву» (счёт в серии 1—4). В 2015 году из-за отсутствия спонсора клуб был расформирован.

## Результаты выступления в КХЛ
И — количество проведенных игр, В — выигрыши в основное время, ВО — выигрыши в овертайме, ВБ — выигрыши в послематчевых буллитах, ПО — проигрыши в овертайме, ПБ — проигрыши в послематчевых буллитах, П — проигрыши в основное время, О — количество набранных очков, Ш — соотношение забитых и пропущенных голов, РС — место по результатам регулярного сезона
| Сезон   | И   | В   | ВО | ВБ | ПБ | ПО | П   | О   | Ш       | РС | Результаты серий с соперниками в плей-офф                    | Результат в плей-офф                                         |
| ------- | --- | --- | -- | -- | -- | -- | --- | --- | ------- | -- | ------------------------------------------------------------ | ------------------------------------------------------------ |
| 2008/09 | 56  | 35  | 3  | 4  | 2  | 1  | 10  | 88  | 189-111 | 5  | 3-0 Трактор, 1-3 Металлург Мг                                | Вышли в 1/4 финала                                           |
| 2009/10 | 56  | 24  | 4  | 9  | 1  | 2  | 16  | 101 | 173-137 | 6  | 1-3 Локомотив                                                | Проиграли в 1/8 финала                                       |
| 2010/11 | 54  | 21  | 4  | 7  | 4  | 2  | 16  | 91  | 138-115 | 8  | 4-2 Северсталь, 4-3 СКА, 4-2 Локомотив, 1-4 Салават Юлаев    | Вышли в финал Кубка Гагарина                                 |
| 2011/12 | 54  | 20  | 4  | 7  | 4  | 0  | 19  | 86  | 130-134 | 9  | 4-2 Северсталь, 2-4 СКА                                      | Вышли в 1/4 финала                                           |
| 2012/13 | 52  | 19  | 1  | 3  | 4  | 4  | 21  | 73  | 137-141 | 16 | 1-4 СКА                                                      | Проиграли в 1/8 финала                                       |
| 2013/14 | 54  | 19  | 1  | 7  | 3  | 2  | 22  | 78  | 123-120 | 17 | -                                                            | В плей-офф не играли                                         |
| 2014/15 | 60  | 23  | 1  | 3  | 5  | 3  | 25  | 85  | 158-161 | 16 | -                                                            | В плей-офф не играли                                         |
| Всего   | 326 | 138 | 17 | 37 | 18 | 11 | 105 | 551 | 890-758 | -  | В плей-офф участвовали 5 раз. Счет (победы/поражения): 25-27 | В плей-офф участвовали 5 раз. Счет (победы/поражения): 25-27 |

## Главные тренеры
- Милош Ржига (2005—2006).
- Пётр Воробьёв (2006—2007).
- Сергей Борисов (2007, и. о.).
- Евгений Попихин (2007).
- Фёдор Канарейкин (2008—2009).
- Николай Борщевский (2009—2010).
- Вячеслав Уваев (2010, и. о.).
- Милош Ржига (2010—2011).
- Бенгт-Оке Густафссон (2011).
- Янне Карлссон (2011—2012).
- Александр Смирнов (2012, и. о.)
- Сергей Светлов (2012—2013)
- Алексей Кудашов (2013—2015)

## Капитаны ХК «Атлант»
| Алексей Петров     |
| Николай Жердев     |
| Константин Кольцов |
| Сандис Озолиньш    |
| Сергей Мозякин     |
| Николай Пронин     |
| Михаил Тюляпкин    |

## Достижения
Континентальная хоккейная лига
Кубок Гагарина
- Финалист (1) — 2010/2011.

Кубок Западной конференции
- Обладатель (1): 2010/11

Чемпионат России
- Вице-Чемпион (1) — 2010/2011.

Межсезонные турниры
- Обладатель Кубка Спартака — 2005, 2006 годов.
- Обладатель Кубка Паюлахти в Финляндии (с участием российских клубов) 2007 г.
- Бронзовый призёр Кубка Латвийских железных дорог: 2009, 2010.

## Участие вМатче звёзд КХЛ
- 2009
  - Сергей Мозякин
  - Рэй Эмери
  - Магнус Йоханссон
  - Эса Пирнес
- 2010
  - Сергей Мозякин
- 2011
  - Сергей Мозякин
  - Константин Барулин
- 2012
  - Константин Барулин
  - Янне Нискала
  - Николай Жердев
- 2013
  - Николай Жердев
- 2015
  - Мэттью Гилрой

## Факты
- В матче «Северсталь» — «Атлант» 27 февраля 2011 года Олег Петров в возрасте 39 лет и 10 месяцев оформил самый «возрастной» хет-трик, причём забил три шайбы подряд в течение 3-х минут: 15-я, 17-я и 18-я[3]. «Атлант» победил в гостях 8:1.
- В матче «Атлант» — «Локомотив» (Ярославль) 2 апреля 2011 года (8:2) Олег Петров также сделал хет-трик: 11-я, 39-я и 59-я минуты матча. Таким образом на его счету два хет-трика в одном сезоне Кубка Гагарина.
- Вратарь «Атланта» Константин Барулин был назван самым ценным игроком плей-офф КХЛ сезона 2010/2011.[4]